# Heckler & Koch MP7
Heckler & Koch MP7 är en tysk kulsprutepistol tillverkad av Heckler & Koch (H&K).
MP7 sattes i produktion 2001 och är en direkt konkurrent till FN P90, vilken även den är utvecklad under ett vapensystem kallat PDW (Personal Defense Weapon eller Personligt Självförsvarsvapen). Vapnet har omarbetats och moderniserats sedan det infördes och den nuvarande versionen i produktion är MP7A1.
Spridningen av högkvalitativa skyddsvästar gjorde vapen som använde sig av pistolammunition (till exempel Heckler & Koch MP5 eller USP-pistolen) ineffektiva. Som svar på denna trend utvecklade Heckler & Koch MP7 (tillsammans med den avvecklade pistolen UCP som använde sig av samma ammunition) för att penetrera dessa skyddsvästar, men var fortfarande tillräckligt liten för att ersätta antingen en pistol eller en kulsprutepistol.

## Design
MP7 fungerar i huvudsak som en förminskad automatkarbin med samma kolv med kort slaglängd som Heckler & Kochs G36. Ammunitionen på 4,6×30 mm är mer eller mindre till för detta vapen och har även en låg rekyl. Denna ammunition är unik bland kulsprutepistoler genom att kulan är gjord nästan helt av härdat stål istället för mjukare koppar eller bly, detta för att kunna penetrera skyddspansar.
Vapnet tillåter magasin med plats för 20, 30 eller 40 patroner inom pistolgreppet och kan skjutas antingen med en eller två händer. Den är lätt och kompakt på grund av användningen av polymer i konstruktionen.

## Varianter
- PDW: Den första prototypen visas år 1999 och kallades för "PDW" (Personal Defense Weapon). Den hade en kort picatinny-skena på ovansidan och en slät yta på pistolgreppet.
- MP7: År 2001 namngavs vapnet till "MP7" och gick i produktion. Det innehöll en fullängdspicatinny-skena, en tjock böjd kolv och en antiglidyta på pistolgreppet. Det presenterade också en fällbar visirlinje monterad på picatinny-skenan och knappen för att vika det främre greppet gjordes större för enklare hantering.
- MP7A1: Under 2003 ändrades namnet till "MP7A1" och innehöll ett omdesignat pistolgrepp med en annan yta och böjd form, en mindre kolv med en platt botten, sidmonterade picatinny-skenor som standard och den vikbara visirlinjen gjordes mer kompakt. Vapnet gjordes lite längre, men eftersom kolven kortades ändrades inte den totala längden. MP7A1-modeller har en säkring liknande en Glock-pistol, den mellersta delen av avtryckaren måste dras in innan den yttre delen börjar röra på sig. Detta hjälper till att stoppa oavsiktliga skott om avtryckaren stöts till.[8]
- MP7-SF: Konstant semi-automatisk variant av MP7 som för närvarande används av Storbritanniens försvarsministeriums polisstyrka.

## Användare

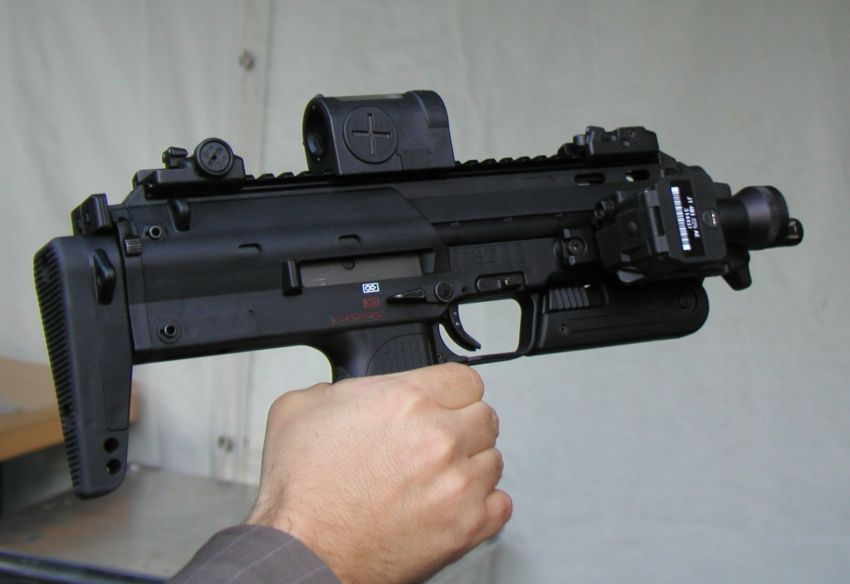
MP7A1

| Land           | Organisation                                                                    | Modell | Antal | Årtal | Källa         |
| -------------- | ------------------------------------------------------------------------------- | ------ | ----- | ----- | ------------- |
| Albanien       | Reparti i Neutralizimit të Elementit të Armatosur (RENEA) vid albaniska polisen | _      | _     | _     | [ 12 ]        |
| Australien     | Western Australia Department of Corrective Service's - Emergency Support Group  | _      | _     | _     | [ 13 ]        |
| Österrike      | Einsatzkommando Cobra (EKO Cobra) vid Bundespolizei                             | _      | _     | _     | [ 14 ]        |
| Tyskland       | Tyska armén                                                                     | MP7A1  | _     | _     | [ 8 ] [ 15 ]  |
| Tyskland       | Grenzschutzgruppe 9 (GSG 9) antiterrorismgrupp vid Bundespolizei                | MP7A1  | _     | _     | [ 16 ]        |
| Tyskland       | Spezialeinsatzkommando specialenhet i Niedersachsen                             | _      | _     | _     | [ 17 ]        |
| Irland         | Garda Regional Support Unit specialenhet vid Garda Síochána                     | _      | _     | _     | [ 8 ] [ 18 ]  |
| Jordanien      |                                                                                 | _      | _     | _     | [ 19 ]        |
| Malaysia       | Pasukan Gerakan Khas (PGK) antiterrorismgrupp vid polisen i Malaysia            | MP7A1  | _     | 2007  | [ 8 ]         |
| Norge          | Norska armén                                                                    | MP7    | 6 500 | 2007  | [ 8 ] [ 20 ]  |
| Oman           |                                                                                 | _      | _     | _     | [ 19 ]        |
| Sydkorea       | 707th Special Mission Battalion antiterrorismgrupp vid Sydkoreas armé           | _      | _     | _     | [ 21 ]        |
| Sydkorea       | Polisen i Sydkorea                                                              | _      | _     | _     | [ 8 ]         |
| Storbritannien | Storbritanniens försvarsministeriums polisstyrka (MDP)                          | MP7-SF | _     | _     | [ 8 ] [ 22 ]  |
| USA            | United States Navy Special Warfare Development Group                            | _      | _     | _     | [ 23 ]        |
| USA            | Sunnyvale Department of Public Safety i Kalifornien                             | MP7A1  | _     | _     | [ 24 ] [ 25 ] |

## Bilder

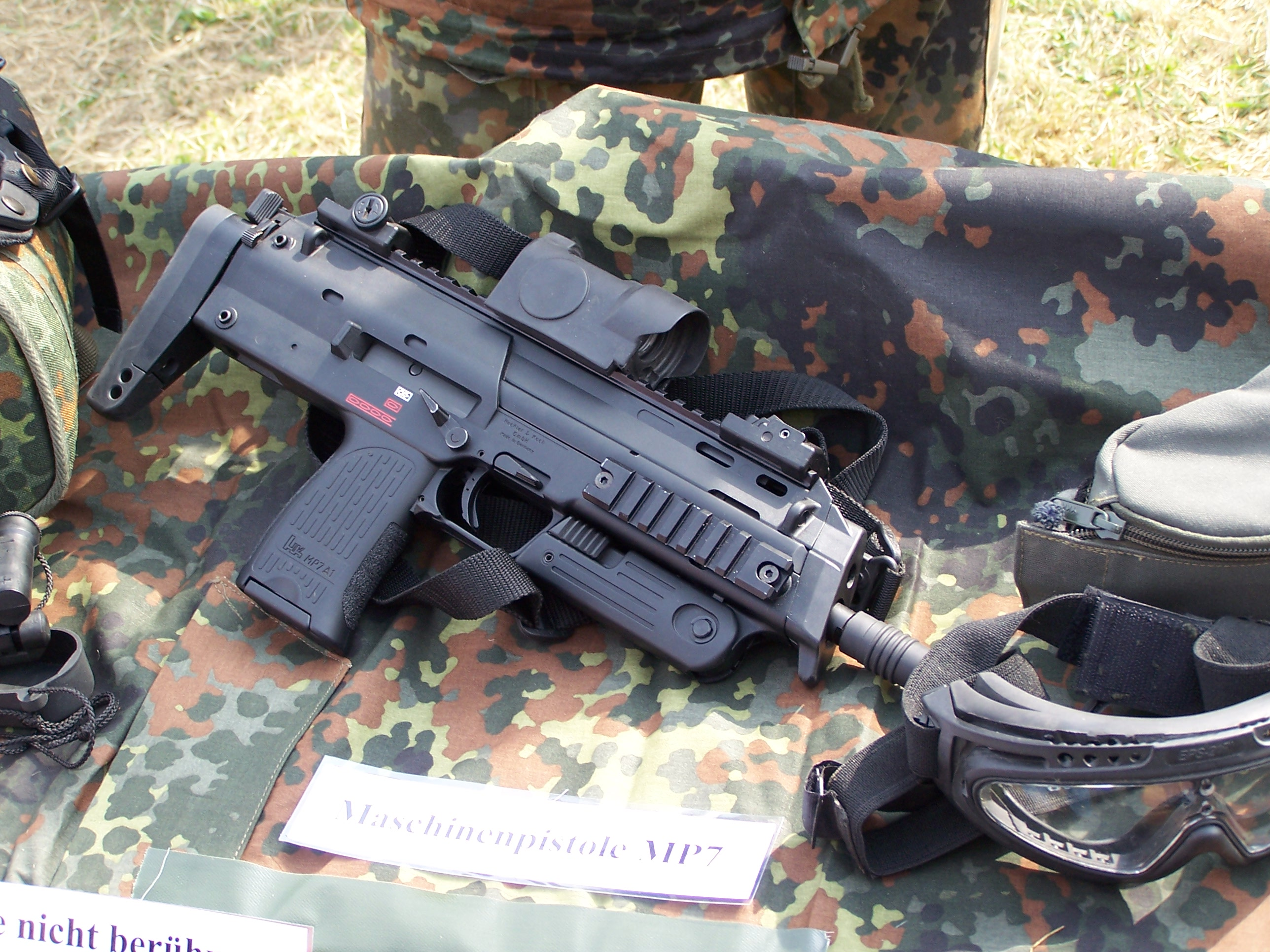
En MP7A1 på en uppvisning under ett tyskt utvecklingsprogram.
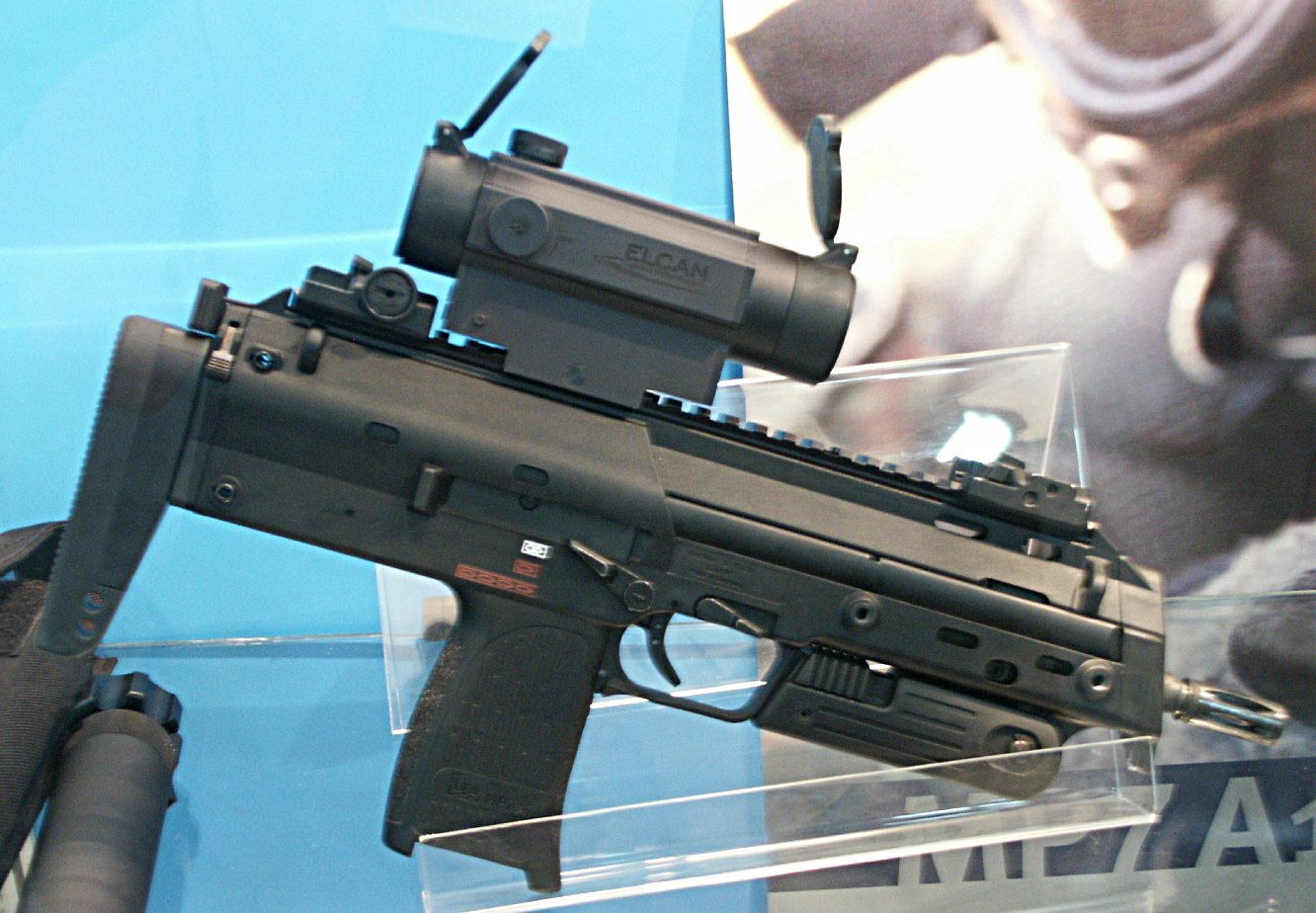
MP7A1.
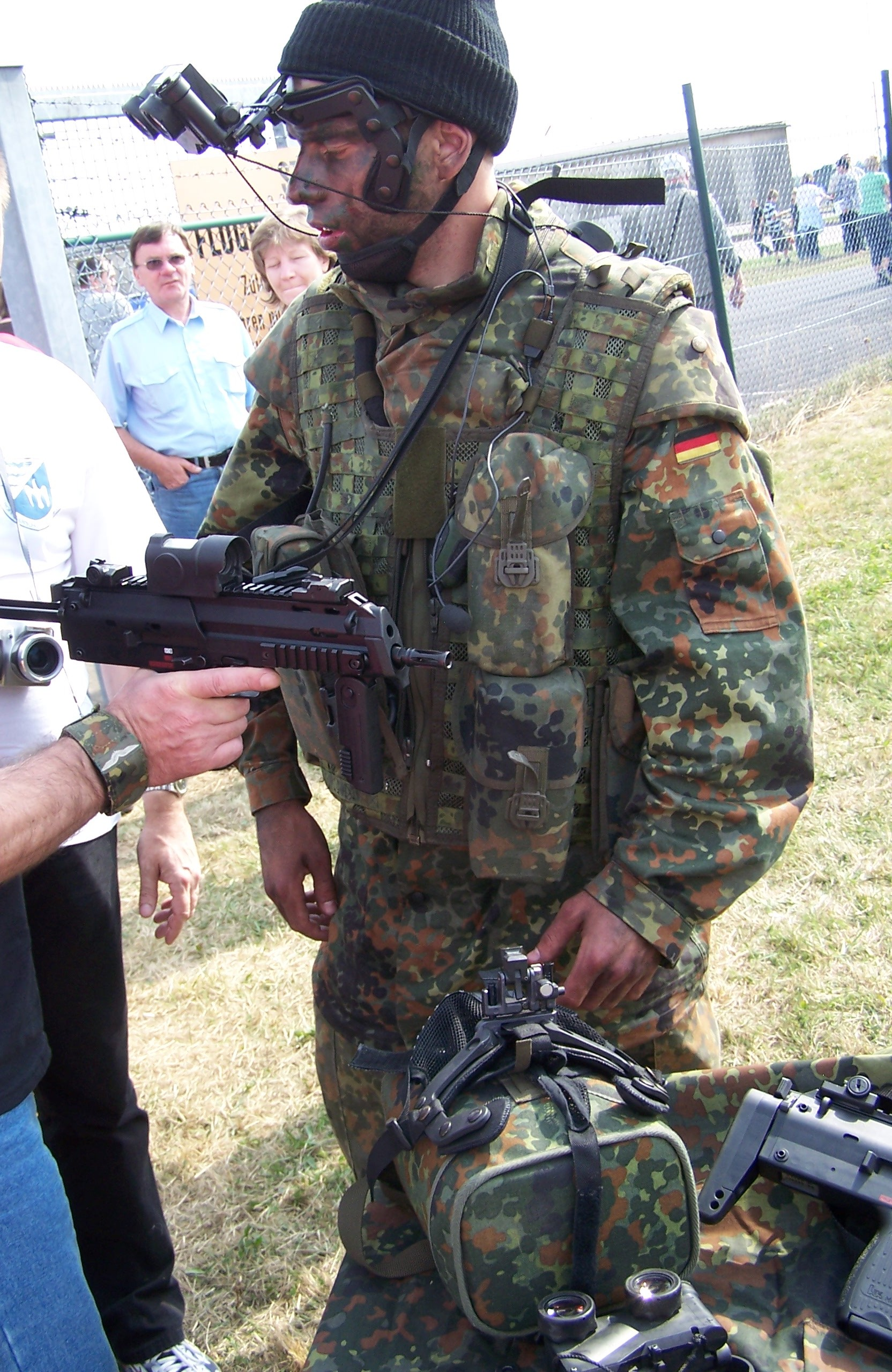
En soldat från Tyska armén demonstrerar MP7A1.
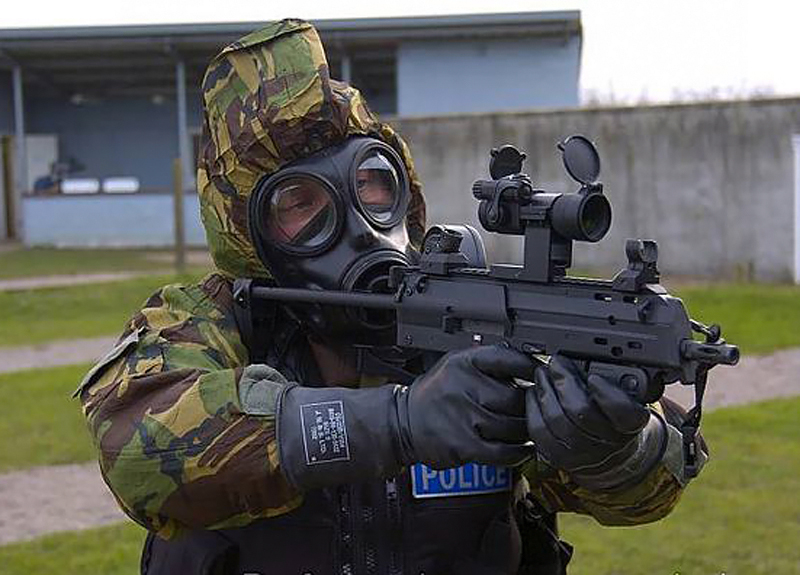
MDP-polis med en MP7 i CBRN-dräkt.